# Deeside
Deeside è una conurbazione situata nella contea del Flintshire, ubicata in una zona costiera del Galles nord-orientale, sulle sponde del fiume Dee e intorno al suo estuario. Geograficamente comprende la costa occidentale della penisola di Wirral, nel nord-ovest dell'Inghilterra.
L'area include insediamenti residenziali e industriali vicino al confine tra Inghilterra e Galles, e si trova su entrambi i lati del tratto canalizzato del fiume Dee, che scorre da Chester in direzione della foce. Tali insediamenti includono Connah's Quay, Shotton, Queensferry, Aston Park, Garden City, Sealand, Broughton, Bretton, Hawarden, Ewloe, Mancot, Pentrefoelas, Saltney e Sandycroft. 
La zona industriale più estesa è il Deeside Industrial Park, sulla sponda settentrionale del Dee e sul bordo meridionale della penisola di Wirral, di rilevanza storica ed economica: infatti Deeside e dintorni spiccano per gli impieghi che offrono in svariati tipi di industrie, da quella edile a quella alimentare. Deeside ospita anche l'acciaieria Tata Steel ed un impianto  per la produzione di motori Toyota con tecnologie altamente avanzate.